# Fernandocrambus byssifera
Fernandocrambus byssifera là một loài bướm đêm trong họ Crambidae.